# Malthodes ruzickai
Malthodes ruzickai es una especie de coleóptero de la familia Cantharidae.

## Distribución geográfica
Habita en Turquía.